# Neogene corumbensis
Neogene corumbensis là một loài bướm đêm thuộc họ Sphingidae. Loài này có ở Argentina và Bolivia.
Chiều dài cánh trước khoảng 23 mm đối với con đực và 25 mm đối với con cái. Nó có màu nâu đồng nhất.